# Canton de Rugles
Le canton de Rugles est une ancienne division administrative française située dans le département de l'Eure et la région Haute-Normandie.

## Géographie
Ce canton était organisé autour de Rugles dans l'arrondissement d'Évreux. Son altitude variait de 127 m (Champignolles) à 251 m (Juignettes) pour une altitude moyenne de 196 m.

## Représentation

### Conseillers d'arrondissement (de 1833 à 1940)
| Période                                  | Période          | Identité                                            | Étiquette           | Qualité |
| ---------------------------------------- | ---------------- | --------------------------------------------------- | ------------------- | --- |
| 1833                                     | 1839             | Alphonse Devieilles (Baron de Vieilles) (1803-1891) |                     | Propriétaire à La Haye-Saint-Sylvestre                                                                      |
| 1839                                     | 1842             | Antoine Louis Petit (1770-1844)                     |                     | Notaire honoraire, maire de Boisnormand                                                                     |
| 1842                                     | 1848             | François Gueffe (1794-1855)                         |                     | Propriétaire, cultivateur à La Neuve-Lyre                                                                   |
|                                          |                  |                                                     |                     | |
| 1871                                     | 1880             | Émile Baraguay                                      |                     | Maire de La Neuve-Lyre                                                                                      |
| 1880                                     | 1885 (décès)     | Charles Edgar Louvet de Messey (1807-1885)          |                     | Propriétaire à Rugles                                                                                       |
| 1885                                     | 1891 (démission) | Gustave Duval                                       |                     | Propriétaire à La Vieille-Lyre                                                                              |
| 1891                                     | 1901             | Alfred Bouillon                                     | Républicain         | Banquier, maire de Rugles                                                                                   |
| 1901                                     | 1914 (décès)     | Raoul Loiziel père                                  | Républicain         | Premier adjoint au maire de Rugles                                                                          |
| 29 mars 1914                             | 1919             | Raoul Loiziel fils                                  | Républicain radical | Adjoint au maire d'Évreux                                                                                   |
| 1919                                     | 1928             | M. Rémy                                             |                     | Huissier, maire de La Neuve-Lyre                                                                            |
| 1928                                     | 1936 (décès)     | Commandant Gaston-Raoul Colomès                     | Union nationale     | Adjoint au maire de Rugles                                                                                  |
| 1940                                     |                  |                                                     |                     | Les conseils d'arrondissement ont été suspendus par la loi du 12 octobre 1940 et n'ont jamais été réactivés |
| Les données manquantes sont à compléter. |                  |                                                     |                     | |

### Conseillers généraux de 1833 à 2015
| Période | Période      | Identité                                               | Étiquette           | Qualité |
| ------- | ------------ | ------------------------------------------------------ | ------------------- | --- |
| 1833    | 1852         | Paul-Philémon Fouquet                                  | Droite              | Négociant à Rugles, maire de Vitray-en-Beauce Député (1863-1870)                                                                                                 |
| 1852    | 1861         | Adrien Collas de Courval                               |                     | Receveur de l'enregistrement, Fondateur des tréfileries et laminoirs de Rugles Propriétaire du château de Lavellière à Saint-Antonin-de-Sommaire Maire de Rugles |
| 1861    | 1872 (décès) | Paul-Philémon Fouquet                                  | Majorité dynastique | Propriétaire, manufacturier à Rugles Député (1863-1870) |
| 1872    | 1901         | Albert Fouquet (neveu du précédent)                    | Droite Bonapartiste | Manufacturier à Rugles |
| 1901    | 1913         | Alfred Bouillon                                        | Républicain         | Banquier, maire de Rugles, conseiller d'arrondissement |
| 1913    | 1919         | Octave Morand                                          | Rad.                | Médecin à Rugles |
| 1919    | 1940         | René Desclos (1878-1949)                               | RG puis Rad.        | Cultivateur Maire d'Ambenay |
|         |              |                                                        |                     | |
| 1943    | 1945         | Louis Wenger                                           |                     | Maire de Champignolles Nommé conseiller départemental en 1943 |
|         |              |                                                        |                     | |
| 1945    | 1951         | Alfred Saussaye                                        | PCF                 | Charpentier Maire de Rugles (1945-1959) |
| 1951    | 1976 (décès) | Jean de Broglie                                        | RPF puis RI         | Maire de Broglie (1955-1976) Secrétaire d'État (1962-1967) Député (1958-1962 et 1967-1976)                                                                       |
| 1977    | 1982         | Yves Le Goff                                           | MRG                 | Agriculteur Maire de Bois-Arnault |
| 1982    | 2001         | Victor-François, duc de Broglie (fils de J.de Broglie) | DVD                 | Maire de Broglie (1995-2001) |
| 2001    | 2015         | Patrick Verdavoine                                     | PS                  | Médecin généraliste Conseiller municipal de Rugles |

## Composition
Le canton de Rugles regroupait seize communes et comptait 7 319 habitants (recensement de 1999 sans doubles comptes).
| Communes                  | Population (2012) | Code postal | Code Insee |
| ------------------------- | ----------------- | ----------- | ---------- |
| Ambenay                   | 465               | 27250       | 27009      |
| Bois-Anzeray              | 156               | 27330       | 27068      |
| Bois-Arnault              | 628               | 27250       | 27069      |
| Bois-Normand-près-Lyre    | 308               | 27330       | 27075      |
| Les Bottereaux            | 250               | 27250       | 27096      |
| Chaise-Dieu-du-Theil      | 245               | 27580       | 27137      |
| Chambord                  | 194               | 27250       | 27139      |
| Champignolles             | 28                | 27330       | 27143      |
| Chéronvilliers            | 389               | 27250       | 27156      |
| La Haye-Saint-Sylvestre   | 231               | 27330       | 27323      |
| Juignettes                | 136               | 27250       | 27359      |
| Neaufles-Auvergny         | 395               | 27250       | 27427      |
| La Neuve-Lyre             | 567               | 27330       | 27431      |
| Rugles                    | 2 549             | 27250       | 27502      |
| Saint-Antonin-de-Sommaire | 170               | 27250       | 27508      |
| La Vieille-Lyre           | 608               | 27330       | 27685      |

Bois-Anzeray réunie à Cernay en 1808, et à Marnières en 1845.
Les Bottereaux réunis en 1964 aux Frétils et à Vaux-sur-Risle.
Chaise-Dieu-du-Theil résultant de la réunion en 1836 de Chaise-Dieu et du Theil.
Chambord réuni en 1842 au Bois-Maillard et au Bois-Penthou.
La Haye-Saint-Sylvestre réunie à Bois-Nouvel en 1844. 
Juignettes réunie à la Selle en 1844.
Neaufles-Auvergny résultant de la réunion en 1964 de Neaufles-sur-Risle et d'Auvergny.
Rugles réunie en 1791 à Herponcey et Sainte-Opportune-près-Rugles.

## Démographie
| 1962  | 1968  | 1975  | 1982  | 1990  | 1999  | 2006  | 2011  | 2012  |
| ----- | ----- | ----- | ----- | ----- | ----- | ----- | ----- | ----- |
| 7 892 | 7 786 | 7 843 | 7 480 | 7 329 | 7 319 | 7 564 | 7 846 | 7 849 |